# Риу-Бониту
Риу-Бониту (порт. Rio Bonito) — муниципалитет в Бразилии, входит в штат Рио-де-Жанейро. Составная часть мезорегиона Агломерация Рио-де-Жанейро. Входит в экономико-статистический микрорегион Макаку-Касерибу. Население составляет 53 039 человек на 2006 год. Занимает площадь 462,176 км². Плотность населения — 114,8 чел./км².
Праздник города — 7 мая.

## История
Город основан 7 мая 1846 года.

## Статистика
- Валовой внутренний продукт на 2003 год составляет 314 978 767,00 реалов (данные: Бразильский институт географии и статистики).
- Валовой внутренний продукт на душу населения на 2003 год составляет 6115,62 реалов (данные: Бразильский институт географии и статистики).
- Индекс развития человеческого потенциала на 2000 год составляет 0,772 (данные: Программа развития ООН).

## География
Климат местности: субтропический гумидный.